# Henrik av Mecklenburg-Schwerin
Hertig Heinrich Wladimir Albrecht Ernst av Mecklenburg-Schwerin, född 19 april 1876, död 3 juli 1934, var prins av Nederländerna (prinsgemål) till drottning Vilhelmina av Nederländerna.

## Biografi
Henrik föddes i Schwerin som yngste son till Fredrik Frans II, storhertig av Mecklenburg-Schwerin, och hans tredje hustru prinsessan Marie av Schwarzburg-Rudolstadt.
Prins Henrik blev prins Hendrik av Nederländerna 6 februari 1901 och gifte sig med drottning Wilhelmina 7 februari 1901 i Haag.
1904 blev han generallöjtnant i Nederländernas armé och viceamiral i Nederländernas flotta.
Äktenskapet blev olyckligt, men resulterade i vad plikten krävde, en tronföljare. De fick ett barn, prinsessan Juliana, till vars förmån Vilhelmina abdikerade 4 september 1948. 1918 blev Henrik även far till en son utom äktenskapet, men det spekuleras att han hade uppemot tio utomäktenskapliga barn.

## Referenser

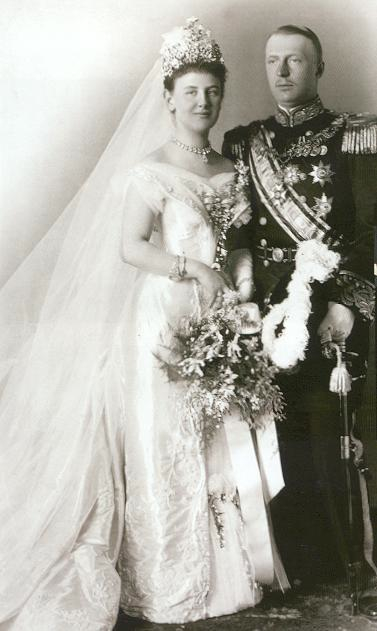
Vilhelmina och Henrik på bröllopsdagen 1901

## Utmärkelser
- Kungliga Serafimerorden,  20 januari 1901[8]
- Riddare av Gyllene skinnets orden,  9 mars 1924[9]
- Storkorset med kedja av Finlands Vita Ros orden,  19 februari 1931[10]
- Vita örnens orden
- Svarta örns orden

[Redigera Wikidata]